# Museu d'Història de Basilea

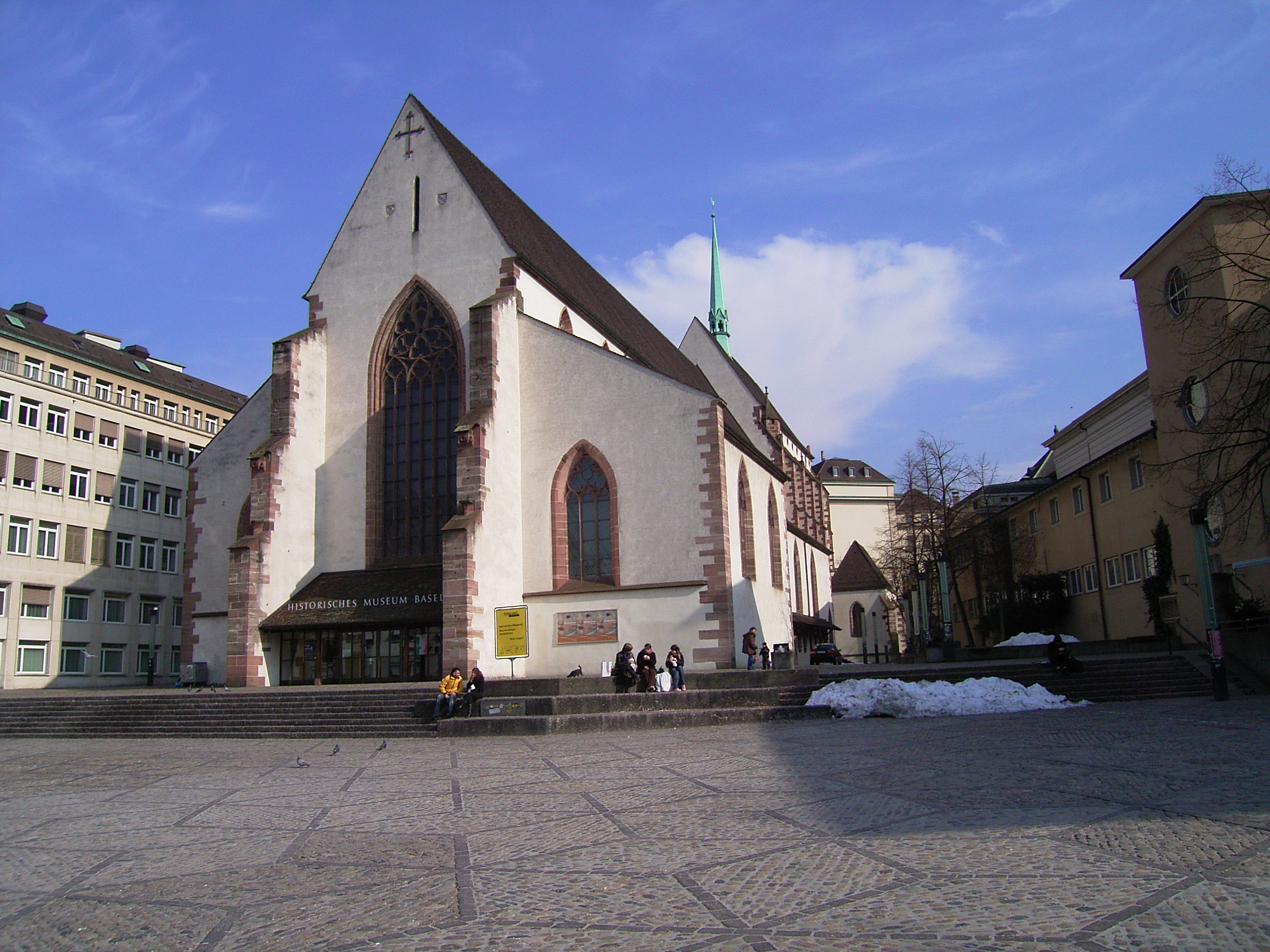
El Museu d'Història de Basilea a l'antiga església dels Franciscans (Barfüsserkirche)

El Museu d'Història de Basilea (Historisches Museum Basel en alemany), va obrir les portes l'any 1894 a l'antiga Barfüsserkirche de Basilea i conté la col·lecció més important d'història de la civilització a la regió del Rin superior. L'exposició compta amb meravelles del passat, testimonis de l'artesanat artístic i de la cultura quotidiana. L'accent es posa sobre la fi de l'edat mitjana i el Renaixement, fins a l'època barroca.
Són particularment destacables: el tresor de la Catedral, les  tapisseries il·lustrades de Basilea i Estrasburg, els fragments de la Dansa de la Mort de Basilea, els altars i escultures religioses, les obres pòstumes d'Erasme de Rotterdam i els vitralls. El museu conserva igualment antics gabinets de curiositats que se li han llegat.